# İlker Sönmez
İlker Sönmez (ur. 7 czerwca 1985) – turecki zapaśnik walczący w stylu klasycznym. Czwarty w Pucharze Świata w 2017 roku.